# ستيوارت لاينغ
ستيوارت لاينغ (بالإنجليزية: Stuart Laing)‏ هو ممثل بريطاني، ولد في 28 نوفمبر 1969 في لندن في المملكة المتحدة.

## وصلات خارجية
- ستيوارت لاينغ على موقع IMDb (الإنجليزية)
- ستيوارت لاينغ على موقع قاعدة بيانات الفيلم (الإنجليزية)